# Тошіро Обата
Тошіро Обата (яп. 小幡利城, 20 жовтня 1948, префектура Ґумма, Японія) — японський майстер бойових мистецтв, актор, засновник стилю сінкендо — сучасної школи японського мечового мистецтва. Відомий своїми виступами в кіно, а також як інструктор з традиційних японських бойових мистецтв, зокрема айкідзюцу, кендзюцу, іайдзюцу та бодзюцу.

## Біографія
Народився у префектурі Ґумма, Японія. У молодому віці почав вивчати бойові мистецтва, спершу карате, а згодом айкідо, дзюдо та кендо. Переїхав до Токіо, де став учнем легендарного майстра Ґосей Шіоди, засновника школи Йошінкан айкідо.
У 1980-х роках Обата переїхав до США, де продовжив викладати та демонструвати традиційні японські бойові мистецтва. Працював як постановник бойових сцен і актор у фільмах Голлівуду.

## Діяльність у бойових мистецтвах
Тошіро Обата отримав високі ранги в різних традиційних бойових системах:
- 5-й дан у Йошінкан айкідо;
- майстерський рівень у кендзюцу, іайдзюцу, бодзюцу, сохо тощо.

У 1994 році заснував власну школу мечового мистецтва — сінкендо, що поєднує елементи традиційного японського мечового мистецтва з сучасними методами тренування. Під егідою Міжнародної федерації сінкендо (ISF) навчає учнів по всьому світу.
Крім сінкендо, Обата викладає Айкідзюцу Обата-хa, систему, що базується на принципах традиційного айкідзюцу з адаптацією до сучасних умов.

## Кар'єра в кіно
Обата знявся в низці фільмів, серед яких:
- Черепашки-ніндзя (1990)
- Showdown in Little Tokyo (1991)
- Схід червоного сонця (1994)
- The Hunted (1995)

## Внесок
Тошіро Обата є одним із ключових популяризаторів японських бойових мистецтв за межами Японії. Його школа сінкендо офіційно визнана в Японії та представлена в десятках країн.